# Habenaria phantasma
Habenaria phantasma là một loài thực vật có hoa trong họ Lan. Loài này được la Croix mô tả khoa học đầu tiên năm 1993.